# Stargate Atlantis
Stargate Atlantis es una serie de ciencia ficción basada en la serie Stargate SG-1 estrenada el 16 de julio de 2004 en el Sci-Fi Channel de Estados Unidos. Fue concebida en un principio para suceder a Stargate SG-1, cuando esta fue renovada por una nueva temporada. La acción se trasladó a la galaxia Pegasus. La serie fue un éxito instantáneo e incluso superó, en alguna ocasión, a su predecesora. Fue cancelada en 2009 y su sucesora fue Stargate Universe.
En varios países latinoamericanos como México, Chile, Colombia, Argentina, Venezuela, República Dominicana, Uruguay y Perú, entre otros, fue transmitida por Fox FX y Sci-Fi Channel Hispanoamérica, así como por algunos canales de señal abierta, como Venevisión. En  España se retransmite por Sci Fi Channel, Neox y Nitro.

## Argumento

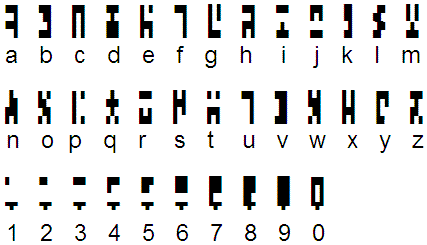
Alfabeto de los antiguos

La historia de la serie parte del final de la séptima temporada y el inicio de la octava de Stargate SG-1. Un grupo de científicos, entre los que se encuentran el Dr. Daniel Jackson, la Doctora Elizabeth Weir y el Dr. Rodney McKay, están estudiando el puesto avanzado de los Antiguos que O'Neill descubrió al final de la séptima temporada. El Dr. Jackson consigue averiguar lo que pasó con Atlantis: los Antiguos se la llevaron a otra galaxia, Pegaso, y tiene la dirección a donde fueron. El problema es que abrir el Stargate a otra galaxia consume mucha energía, por lo que es posible que sea un viaje sin retorno. Sin embargo, una expedición científico-militar, la Expedición Atlantis, capitaneada por la propia Weir, decide embarcarse en la aventura y parte hacia la ciudad perdida de los Antiguos, Atlantis. 
Una vez allí, se encontrarán con un enemigo mucho peor que los Goa'uld; los Wraith, una raza que se alimenta de la energía vital de los seres humanos y que, 10.000 años atrás, obligaron a los Antiguos a abandonar Pegaso y volver a la Tierra. Todo bajo la cobertura del respeto al resto de seres de la galaxia.

### El descubrimiento
Tras la derrota de Anubis en la batalla de la Antártida, el Comando Stargate tuvo por primera vez la oportunidad real de manejar tecnología avanzada. La búsqueda de la conocida "Ciudad Perdida de los Antiguos" llevó al SG-1 hasta un planeta con un pequeño templo, en el cual hallaron un depósito de los Antiguos. Este depósito, o biblioteca de conocimiento de la raza de los Antiguos, les dio la oportunidad de transferir todo su saber a la mente del entonces Coronel Jack O'Neill, por segunda vez. Con esta información, el Comando Stargate supo la localización del planeta Praclarush Taonas (entre otras muchas cosas). 
Tras viajar hasta allí en una nave, descubrieron una pequeña base avanzada a punto de desmoronarse. En una sala especial, se mantenía aún intacto un trono de los Antiguos que O'Neill, portador del Gen Antiguo que permite activar este tipo de tecnologías, y del conocimiento en ese momento, pudo usar. De esta forma, les mostró a todos hasta qué punto habían tenido muy cerca ese saber remoto. 
El trono mostró primero nuestro Sistema Solar, y luego una imagen de la Tierra, de cómo era hace miles de años, en la que indicó el sitio exacto donde comenzar a buscar la Ciudad Perdida de los Antiguos, además de conocer de dónde partió todo lo que con ella tiene que ver: la Atlántida.
Hasta ahora, el Comando Stargate sabía que los Antiguos, habían colocado un Portal en la Tierra, en uno de los polos helados terrestres. El de Egipto fue llevado por los Goa'uld.
Su descubrimiento posterior dio la posibilidad de poder usar dos portales, pero en aquellos momentos se desconocía demasiado sobre la raza creadora de estos. La nueva información llevaba al Comando Stargate a buscar un complejo idéntico al de Praclarush Taonas que en palabras de O'Neill estaba en "Terra Atlantus". Para ello deberían usar una fuente de energía nueva, un conjunto de cristales especiales que activarían aquel complejo.

### Base Antártida
En medio de la lucha entre las fuerzas de la Tierra y de Anubis, sobre el helado continente, SG-1 logró alcanzar una instalación prácticamente idéntica a la encontrada en el planeta Praclarush Taonas. Usando el trono de los Antiguos ubicado allí, O'Neill intenta poner fin a la lucha en la superficie. Tras potenciar el Trono con la fuente de energía traída de Taonas, conocida como "Módulo de Punto Cero" o MPC, además del hecho de poseer un gen que lo identifica como un Antiguo, el Coronel O'Neill es capaz de acabar con la amenaza. 
Un arma increíble sale de aquellas instalaciones en forma de "drones", y destruye las fuerzas del Goa'uld que escapó por muy poco.
Un equipo con los mejores científicos conocedores del Proyecto Stargate fue llevado a la zona para seguir estudiando las instalaciones antárticas. Doce países se pusieron a trabajar en ello, debido a que la Antártida fue declarada como Zona Multinacional y de uso no militar. Allí se comenzaron a hacer experimentos con diferentes individuos para tratar de entender el funcionamiento del trono de los Antiguos, desactivado desde que O'Neill perdiera los conocimientos de éstos en su cabeza. Además, su fuente de energía quedó casi agotada. Aun así, la energía alcanzaba para hacerlo mover si la persona sentada en él, era poseedora del gen de los Antiguos.
El propio Dr. Jackson viajó al lugar para tratar de saber más sobre las instalaciones. La Dra. Weir, tras su breve estancia en el Comando Stargate fue transferida allí para dirigir las investigaciones, junto al Doctor Rodney McKay quien, gracias a sus conocimientos adquiridos en el CSG, trata de llevar adelante los estudios sobre la tecnología de los Antiguos. El uso y propósito de aquel lugar, poco a poco fue descubierto.
Los Antiguos, constructores de los Stargates, vivieron en la Tierra hace más de treinta millones de años, y poseían una ciudad en la Antártida, donde usaban el Portal para viajar. Entre 5 y 10 millones de años de atrás, decidieron crear una colonia lejos de nuestro mundo, por lo que lo abandonaron. Al parecer, algunos de los suyos prefirieron quedarse o fueron obligados a hacerlo; esto es aún incierto. Su tecnología era tan avanzada, que solo tuvieron que hacer despegar su ciudad... y lanzarse al espacio. La gigantesca ciudad-nave, se alejó para siempre de la Tierra dejando solo una pequeña base avanzada: la que precisamente el SG-1 encontró y usó para su defensa, aunque por desgracia... tan solo una vez. Esto, debido a que la energía que se necesita es tan grande, que solo otro dispositivo como el encontrado en Praclarush Taonas (MPC) serviría para activar de nuevo tan increíble defensa, y el artefacto que poseen ya está medio agotado.
Tras meses de investigaciones, dos fueron los descubrimientos más importantes. El primero fue que hay humanos de la Tierra, poseedores de un gen que les permite activar tecnologías como el trono de los Antiguos, y fue realizado por el Dr. Beckett. El segundo gran hallazgo fue hecho por el Dr Jackson, y consistía en que se descubrió que los Antiguos viajaron con su ciudad-nave a otra galaxia. Se llama Pegaso, y Jackson encontró la dirección de Portal, la cual consistía en 8 símbolos. Usando la energía restante del MPC para marcar 8 chevrones, la llamada "Expedición Atlantis", compuesta por científicos y algunos equipos militares de seguridad, fue enviada a la Galaxia Pegaso.

### Base Atlantis
Una vez la Expedición Atlantis llega a la ciudad, descubren que se encuentra sumergida bajo el agua del planeta. A medida que exploraban, se reveló que el complejo de la base Atlantis es tan grande como una ciudad y en él pueden alojarse muchas personas. Por la seguridad de los viajeros, se comenzó de inmediato a estudiar el funcionamiento de la sala de control, y pronto descubren que los tres Módulo de Punto Cero que dan energía a la ciudad, se hallaban a punto de agotarse. Ante ello, parte del equipo de seguridad liderado por el Coronel Summer es enviado por el Portal a una de las direcciones que aparecían en la base datos de Atlantis, a buscar un planeta alternativo a donde evacuar la expedición si el escudo llegaba a colapsar. 
La primera misión en Pegaso alcanza el planeta de "Athos", donde conocen a los Athoscianos. Ellos les advierten de la existencia de los "Wraith" (Espectros), la plaga de Pegaso. Son una raza que todos en la galaxia conocen y temen. Durante siglos los humanos que habitan los cientos de mundos de Pegaso han sido "cosechados" por ellos. Su siguiente llegada se esperaba en unos 50 años, pero la aparición del equipo de Atlantis completado por la doctora Elizabeth Weir, John Shepard, provocaría que los Wraith atacaran Athos y se llevarán a aldeanos y personal de la expedición.
Tras este ataque, el equipo Atlantis se verá obligado a llevar a los athoscianos supervivientes de vuelta a la base, justo cuando la ciudad está a punto de perder su escudo. Sin embargo un protocolo de emergencia se activa, y Atlantis asciende a la superficie del océano usando los últimos restos de energía que les quedaban de los MPC. 
A partir de ese momento, los reactores de naqahdah comienzan a ser usados para potenciar los sistemas básicos de la ciudad y dar la energía suficiente para activar la Puerta con siete chevrones, aunque no para levantar el escudo de Atlantis, o marcar a la Tierra.
Lantea, el planeta donde Atlantis se encuentra, es prácticamente todo agua y la única porción de tierra que existe es de aproximadamente el tamaño de América del Norte. Tras una estancia en la base, los Athoscianos fueron traslados a aquel continente, donde podrían cosechar comida para ellos y para la ciudad. Cada veinte o treinta años, el océano del planeta se calienta, produciendo una tormenta devastadora. Los Antiguos usaban el escudo para proteger la ciudad, pero ya que la Expedición no contaba con MPC para activarlos, tuvo que recurrir a la energía de la misma tormenta. Usando los pararrayos que había por toda la ciudad, logran acumular lo suficiente para subir los escudos y proteger a Atlantis hasta que la tormenta terminara.
Tras haber localizado la posible dirección a donde fue llevado el personal de Atlantis y los athosianos, la Dra. Weir, líder de la Expedición, aprobó una misión de rescate al mando del Mayor Sheppard. Durante esta y otras operaciones, se revela que los Wraith permanecen hibernando en celdas a bordo de sus naves nodrizas durante 50 años o más, siendo cuidados solo por unos pocos de los suyos. Esto se debe a que los Wraith deben esperar a que la población humana sea la suficiente para alimentarlos. Una vez pasado este tiempo, se produce su despertar, y comienzan a alimentarse de humanos. Sin embargo, mientras el equipo de Atlantis rescata a los capturados, una de las cuidadoras es eliminada, lo que desencadena una desesperada situación. Los Wraith se despiertan en masa y comienzan atacar a las poblaciones humanas de Pegaso. 
Pero no es sino hasta un tiempo después cuando Atlantis averigua el verdadero motivo por el que los Wraith se despertaron antes de tiempo. Al capturar a miembros de la Expedición la primera vez se enteraron de la existencia de un nuevo "comedero": La Tierra. Si bien no saben donde está, los Wraith saben que la base humana está en Atlantis. Si llegan a apoderarse de la ciudad, tendrán acceso al único Portal capaz de marca la Tierra, e iniciaran una colonización en la Vía Láctea. Debido a esto, la Expedición Atlantis centrara sus esfuerzos no solo en encontrar tecnología para ayudar a la Tierra en su guerra con los Goa'uld, sino que también en localizar Módulos de Punto Cero para poder contactar y avisar del peligro al CSG, así como para defender Atlantis de los ataques enemigos.
Habitualmente, la Expedición Atlantis realiza dos tipos de misiones. Por un lado se realizan misiones fuera del planeta usando el Stargate, ya sea a pie, o por medio de naves (llamadas Puddle Jumper) si el Stargate está en órbita del otro lado. Su objetivo es localizar aliados y/o fuentes de energía de algún tipo (en especial MPCs), para potenciar los escudos de Atlantis o marcar a la Tierra. Por otro lado, se realizan expediciones por la ciudad misma, ampliando el territorio conocido y aprendiendo más cosas sobre lo que los Antiguos hacían en ella.
El espectro "Michael" fue sometido a un experimento para transformarlo en humano, usando un retrovirus, diseñado a partir de estudios con el "insecto Iratus" (criatura de donde descienden los Wraith). Todo con el fin de evitar que sigan alimentándose de la fuerza vital de los humanos. Aunque perdió la memoria, eventualmente, la recuperó e intentó volver con los suyos. Al ser rechazado por las secuelas que el experimento le dejó, Michael comenzó a gestar su venganza contra todos. Desarrolló más híbridos humano-espectros como él, por toda la galaxia, y planeó formar un gran ejército propio, pero el equipo Atlantis lo detuvo. Obligado a esconderse durante meses, finalmente, atacó con los soldados que le quedaban en un último intento por continuar de nuevo sus planes, pero todo falló y murió a manos de Teyla Emmagan.
Pasado unos tres años de su llegada, la Expedición Atlantis se ganó un nuevo enemigo en Pegaso conocido como los Asurans; una raza de replicantes similar en su estructura y pensamiento a la que estuvo a punto de destruir a los Asgards y conquistar la Vía Láctea unos años antes. Fueron creados por los Antiguos como arma contra los Espectros y posteriormente su existencia fue eliminada de los archivos de Atlantis. La apariencia y tecnología Asuran es muy similar a la de los Antiguos; son capaces de construir desde MPC hasta decenas de naves Antigua clase Aurora. 
Un ataque de los Asurans obligó a mover Atlantis a un nuevo planeta, y dejó a Elizabeth Weir fatalmente herida. Al borde de la muerte, el Dr. Mckay reactiva unos nanocitos que ella tenía su organismo, los cuales reparan el daño, y logran salvarla. Sin embargo, después, cuando un equipo viaja a Asuras (el planeta de los replicadores) en busca de un MPC para la ciudad, la doctora Weir se dejó atrapar para que sus compañeros pudieran escapar. 
Durante aquella misión además, el doctor Mckay lograría reactivar una vieja programación en los Asurans, que les ordenaba atacar a los Wraith. Al poco de iniciada la guerra entre ambas razas, la Expedición tendría una nueva comandante: la Coronel Samantha Carter del SG-1. Durante su estancía, la Expedición Atlantis destruyó el planeta de los replicantes y saboteó varios planes de los Espectros, entre otras cosas.

### Expedición Atlantis (Lista de Países)
Los países participantes de la Expedición eran 12:
| N.º | Nombre          |
| --- | --------------- |
| 1   | Alemania        |
| 2   | Bélgica         |
| 3   | Canadá          |
| 4   | China           |
| 5   | Filipinas       |
| 6   | Japón           |
| 7   | España          |
| 8   | Estados Unidos  |
| 9   | Nueva Zelanda   |
| 10  | Reino Unido     |
| 11  | República Checa |
| 12  | Rusia           |
| 13  | Suecia          |

Basado en las banderas que más se ven en la serie (También vistos pero excepcionalmente Argentina, Grecia, Zimbawe, etc...).

### El octavo Chevron
El octavo chevron permite viajar a otras galaxias, pero debido a la lejanía requiere de mucha más energía. Es por ello que el SGC lo ha utilizado pocas veces, siendo en su mayoría para contactar con los Asgard.
Durante su estancia en la Antártida, el Dr. Jackson descifró que una dirección descubierta y que, supuestamente indicaba el lugar a donde los Antiguos se llevaron a Atlantis, se hallaba incompleta. Agregando un octavo símbolo, él logró ubicar la Ciudad Perdida de los Antiguos a millones de años luz, en la Galaxia Pegaso.
Para activar el 8º Chavron, el Dr. McKay, propuso usar el módulo de energía conseguido en Praclarush Taonas.
Aunque se sabía que podía ser solo un viaje de ida, hombres y mujeres aceptaron la misión de conformar una Expedición para alcanzar a Atlantis.
Se reunieron en la base Cheyenne, donde una vez unido el módulo de energía (llamado ZPM – siglas de "Zero Point Module", en castellano MPC "Módulo Punto Cero") al Stargate, el octavo símbolo fue ajustado, logrando una conexión estable. Entonces, tanto personas con el gen ATA, como personas sin él, atravesaron el Portal, esperando poder encontrar tecnología avanzada y quizás civilizaciones sociables dispuestas a ayudarlos. Si lograban el objetivo, podrían encontrar la forma de abrir el Portal desde su lado, y regresar a casa con la tecnología necesaria para vencer a los Goa'uld y Replicantes.

### Película cancelada
Tras el anuncio de que la quinta temporada sería la última, el canal Syfy dio luz verde para una película de dos horas que se llamaría Stargate Extinction. Luego de dos años y medio sin saberse nada sobre el proyecto, en abril de 2011 Brad Wright anunció que MGM no produciría la película o cualquier otra relacionada con el universo Stargate.
Según Jospeh Mallozzi (cocreador del guion) la película hubiera tenido lugar poco después de lo acontecido en el episodio final de la serie. Atlantis es trasladada a la luna y una autodestrucción se pone en marcha como medida de seguridad impuesta por los Antiguos en caso de que la ciudad abandonara los confines de la Galaxia Pegasus. En un intento por llevarla lo más rápido posible a Pegasus, utilizan la Unidad de Agujero de Gusano y en el primer salto terminan quemando la unidad, quedando varados con una cuenta atrás. Sin embargo un análisis de los planetas más cercanos revela un mundo habitable y no dudan en ir a buscar ayuda sin pensar que terminarán involucrados en una aventura de temática salvaje y viajes en el tiempo en el que Todd el espectro, resulta ser al mismo tiempo su mayor amenaza y su mejor aliado.

## Personajes
- Mayor/Teniente Coronel John Sheppard (Joe Flanigan), un oficial de las Fuerzas Aéreas con una importante mancha negra en su historial que se verá convertido en el comandante militar de Atlantis.
- Dr. Rodney McKay (David Hewlett), científico y autoproclamado genio, experto en la tecnología de los Antiguos. Líder del equipo científico de Atlantis.
- Doctora Elizabeth Weir (Torri Higginson), Comandante de la expedición (Temporadas 1-2-3).
- Teniente Aiden Ford (Rainbow Francks), un joven e idealista marine que será el segundo al mando de Sheppard (desde la segunda temporada ya no participa del equipo, y fue parcialmente reemplazado por el personaje de Ronon Dex) aunque actuará en algunos episodios después.
- Teyla Emmagan (Rachel Luttrell), la líder de los Athosianos, la primera civilización con la que los humanos harán contacto.
- Dr. Carson Beckett (Paul McGillion), Jefe médico (Temporadas 1-2-3-5 Recurrente).
- Ronon Dex (Jason Momoa), nativo del planeta Sateda, perseguido durante mucho tiempo por los wraith, se sumó al equipo de Sheppard ante la separación de Ford. (Temporada 2-3-4-5).
- Coronel Samantha Carter (Amanda Tapping), Ex-Miembro del SG-1, y Comandante de la Expedición Atlantis (Temporada 4).
- Richard Woolsey, (Robert Picardo), comandante de la Expedición Atlantis (Temporada 5).
- Dr. Radek Zelenka, (David Nykl), Segundo al mando del grupo científico de Atlantis.
- Mayor Evan Lorne, (Kavan Smith), Oficial de la USAF que se incorpora a la base Atlantis en la segunda temporada llegando en el Daedalus.
- Coronel Steven Caldwell (Mitch Pileggi), Capitán de la nave Daedalus.
- Doctora Jennifer Keller (Jewel Staite), Nueva Jefe Médico de Atlantis (Temporada 4-5).
- Michael (Connor Trinneer), un Wraith convertido en humano y por consiguiente en el primer "híbrido". Tras el rechazo de su propia raza, se transformará en un importante enemigo para la Galaxia Pegaso (Temporadas 3 - 5).
- Todd (Christopher Heyerdahl), un Wraith con el que Atlantis se relacionará regularmente, algunas como enemigo, aunque la mayoría de la veces como aliado.

## Episodios
| Temporada | Temporada | Episodios | Episodios | Emisión original         | Emisión original    |
| Temporada | Temporada | Episodios | Episodios | Primera emisión          | Última emisión      |
| --------- | --------- | --------- | --------- | ------------------------ | ------------------- |
|           | 1         | 20        | 20        | 16 de julio de 2004      | 25 de marzo de 2005 |
|           | 2         | 20        | 20        | 15 de julio de 2005      | 10 de marzo de 2006 |
|           | 3         | 20        | 20        | 14 de julio de 2006      | 22 de junio de 2007 |
|           | 4         | 20        | 20        | 28 de septiembre de 2007 | 7 de marzo de 2008  |
|           | 5         | 20        | 20        | 11 de julio de 2008      | 9 de enero de 2009  |

## Sociedad
Stargate Atlantis comenzó como un spin-off canadiense, de la serie estadounidense de ciencia ficción militar Stargate SG-1 de 1997. El episodio piloto de Atlantis se emitió por primera vez el 16 de julio de 2004, en las cadenas de televisión estadounidenses.

## Producción
Véase también: Lista de episodios de Stargate Atlantis

### Desarrollo
Cuando los productores Brad Wright y Robert C. Cooper pensaron que la serie original Stargate SG-1 iba a ser cancelada tras la quinta temporada, debido al anuncio de Showtime de que cancelaba la serie, se les ocurrió la idea de hacer un nuevo largometraje. Sin embargo, como los índices de audiencia en su nuevo hogar, el canal Sci Fi, eran bastante buenos, la idea se pospuso a la sexta temporada y luego a la séptima. En un principio, Wright había pensado situar la nueva serie en la Antártida, bajo el hielo. Habría sustituido al Comando Stargate (SGC) como conducto de la Tierra a otros mundos.
A finales de la séptima temporada de SG-1, se empezó a hablar de una serie spin-off y los productores se encontraron con un serio dilema, ya que la séptima temporada de Stargate SG-1 había sido planeada para conducir hasta el gran descubrimiento de la ciudad perdida de los Antiguos, Atlantis. La séptima temporada de Stargate SG-1 terminó con un episodio en dos partes, "Lost City", que se suponía que iba a ser un puente entre Stargate SG-1 y el nuevo spin-off, ya fuera una serie o una película, y que no estaba previsto que se emitiera al mismo tiempo que Stargate SG-1. Wright y Cooper reescribieron el guión como final de la séptima temporada en dos partes y cambiaron el escenario de la historia. La ciudad de Atlantis, originalmente planeada para estar en la Tierra bajo la Antártida en lugar del SGC, se trasladó a la Galaxia Pegaso. Este cambio no sólo resolvió el problema de los fans que se preguntaban por qué el SGC no acudía en ayuda de la Expedición Atlantis en cada episodio, sino que también dio a los productores la oportunidad de empezar de nuevo con nuevas ideas en lugar de tener una copia idéntica de la serie original.
La serie recibió luz verde el 17 de noviembre de 2003, empezó a rodarse en febrero de 2004 y se estrenó el 16 de julio de 2004. Desde el principio, Wright y Cooper descartaron el casting de "estrellas", debido a las presiones financieras que ya estaban sufriendo con los "nombres estrella" de Stargate SG-1. El casting se complicó aún más porque Atlantis recibió el visto bueno en noviembre y tenía que competir con Stargate SG-1. El casting se complicó porque Atlantis recibió el visto bueno en noviembre y tuvo que competir con otras cadenas durante la temporada piloto. El geofísico especializado en catástrofes Mika McKinnon actuó como asesor científico de la serie a partir de 2008, y fue consultor durante Stargate Atlantis y Stargate Universe.

### Reparto y cambios en el reparto
El personaje más difícil de elegir fue el entonces llamado Dr. Ingram, un científico poco excitable experto en el Stargate. A medida que se acercaba el primer día de rodaje y no conseguían encontrar al actor adecuado, se dieron cuenta de que se habían equivocado de personaje. El veterano director de Stargate Martin Wood y Brad Wright pensaron que debía ser el Dr. Rodney McKay, que ya había aparecido como invitado en tres episodios de Stargate SG-1. Se contactó con el actor David Hewlett, que llegó al plató al día siguiente de comenzar el rodaje. El Dr. Ingram ya había aparecido en el episodio piloto de la serie, por lo que se utilizó el mismo guión y se cambió el nombre del personaje por el de McKay. Los guiones posteriores se escribieron pensando en el Dr. McKay.
Los creadores se encontraron con un problema con el personaje del teniente Aiden Ford (Rainbow Sun Francks) en la segunda temporada, un regular de la primera temporada que los productores, y el propio actor, consideraban que no había funcionado como se pretendía y que, en consecuencia, estaba muy infrautilizado. Para sustituirlo, crearon a Ronon Dex como compañero del teniente coronel John Sheppard, pero encontrar a un actor con la presencia física y la capacidad interpretativa necesarias no fue fácil hasta que vieron la cinta de Jason Momoa. El veterano de Expediente X Mitch Pileggi y Kavan Smith se incorporaron al reparto en los papeles recurrentes del coronel Steven Caldwell y el mayor Evan Lorne. El personaje de Paul McGillion, el doctor Carson Beckett, se convirtió en regular en la segunda temporada.
Las temporadas tres y cuatro volvieron a cambiar el reparto. El Dr. Carson Beckett, interpretado por Paul McGillion, murió en el episodio "Sunday" de la tercera temporada y regresó al final de la cuarta como personaje recurrente. La nueva jefa médica era Jennifer Keller, interpretada por Jewel Staite, que fue presentada en el final de la tercera temporada, fue un personaje recurrente en la cuarta y se convirtió en regular en la quinta. Jewel Staite ya había interpretado un papel de invitada en la segunda temporada como Ellia, un Espectro femenino, y los productores acordaron que la querían para un papel más importante. La Samantha Carter de Amanda Tapping pasó de Stargate SG-1 durante 14 episodios en la cuarta temporada, como nueva líder de la expedición, mientras que la Elizabeth Weir de Torri Higginson se convirtió en un personaje recurrente en la cuarta temporada en lugar de regular. Robert Picardo se convirtió en regular en la quinta temporada como Richard Woolsey, que sustituyó a Samantha Carter como comandante de la Expedición Atlantis. Higginson declinó aparecer como estrella invitada; en su lugar, su personaje Weir fue interpretado por Michelle Morgan.

### Rodaje y efectos visuales
Stargate Atlantis se rodó en los estudios Bridge de Vancouver y en varios lugares de la Columbia Británica. El glaciar de Pemberton sustituyó a la Antártida durante la secuencia de vuelo inicial del estreno de la serie, "Rising". El cañón de Lynn Valley fue, por ejemplo, donde se rodó el episodio "Instinct".  Al final de la temporada, el rodaje se había encarecido debido a la crisis financiera, que provocó de nuevo la caída del dólar estadounidense y la subida del canadiense.  Cuando se le encargó trasladar los decorados de Stargate de Vancouver a Los Ángeles, Robert C. Cooper dijo que no podía, ya que toda la "infraestructura" estaba en Vancouver, lo que habría hecho casi imposible el traslado.
Rachel Luttrell (que interpreta a Teyla Emmagan en la serie) aprovechó el parón de la primera temporada de Stargate Atlantis para ser entrenada en artes marciales por el veterano de la ciencia ficción Ray Park.
Stargate Atlantis heredó el escenario de efectos de Blade: Trinity. La producción de Blade: Trinity cedió el plató a Stargate Atlantis para ahorrarse el elevado coste de desmantelar la enorme construcción. El plató ha aparecido varias veces. Por ejemplo, la pasarela por la que camina Sheppard en "The Storm" es la parte superior del plató de Blade: Trinity. La mayoría de los episodios utilizaron a James Bamford como coordinador de acrobacias.

### Música
Stargate Atlantis cuenta con una banda sonora sinfónica compuesta por Joel Goldsmith. La primera tarea de Goldsmith para la serie fue componer la canción principal, que fue nominada en la categoría Outstanding Main Title Theme Music en los Primetime Emmy Awards de 2005. Al componer la música, Goldsmith optó por un enfoque más pastoral, europeo y americano, manteniendo al mismo tiempo el enfoque sinfónico y aventurero que deseaban los productores. La partitura de Goldsmith para el episodio de la segunda temporada "Grace Under Pressure" fue nominada a un premio Emmy a la mejor composición musical para una serie (Dramatic Underscore) en 2006.